# Givry (Ardennes)
Pour les articles homonymes, voir Givry.
Givry, également appelée Givry-sur-Aisne, est une commune française située dans le département des Ardennes, en région Grand Est.

## Géographie
La commune est au bord de l'Aisne, entre Rethel et Vouziers, dans une région naturelle appelée le Vallage.
Le terroir communal compte la section de Montmarin, village aujourd'hui disparu, sur les lieux duquel est érigée une chapelle.

### Hydrographie
La commune est dans la région hydrographique « la Seine du confluent de l'Oise (inclus) à l'embouchure » au sein du bassin Seine-Normandie. Elle est drainée par le canal des Ardennes  (versant Aisne), l'Aisne, la Foivre, les Aivis, un bras des Aivis, le Fossé 01 de la commune d'Alland'Huy-et-Sausseuil, le cours d'eau 02 de l'Epinette, le Fossé du Barquet, le Fossé 04 de la commune de Saulces-Champenoises et divers autres petits cours d'eau,.
Le canal des Ardennes (versant Aisne), d'une longueur de 57 km,  est un chenal et un cours d'eau naturel navigable qui a son origine dans la commune de Dom-le-Mesnil et se jette  dans le canal latéral à l'Aisne à Vieux-lès-Asfeld, après avoir traversé 24 communes. Il traverse la commune, s'écoulant d'est en ouest sur une longueur d'environ 4,2 km.
L'Aisne est un  cours d'eau naturel navigable de 256 km de longueur, traversant les cinq départements Meuse, Marne, Ardennes, Aisne, Oise. Elle est un affluent de rive gauche de l'Oise, ce qui fait d'elle un sous-affluent de la Seine. Elle traverse la commune, s'écoulant d'est en ouest sur une longueur d'environ 5,3 km.
La Foivre, d'une longueur de 22 km, prend sa source dans la commune de Neuvizy, à 204 m d'altitude, et se jette  dans l'Aisne sur la commune, à 81 m d'altitude, après avoir traversé dix communes.

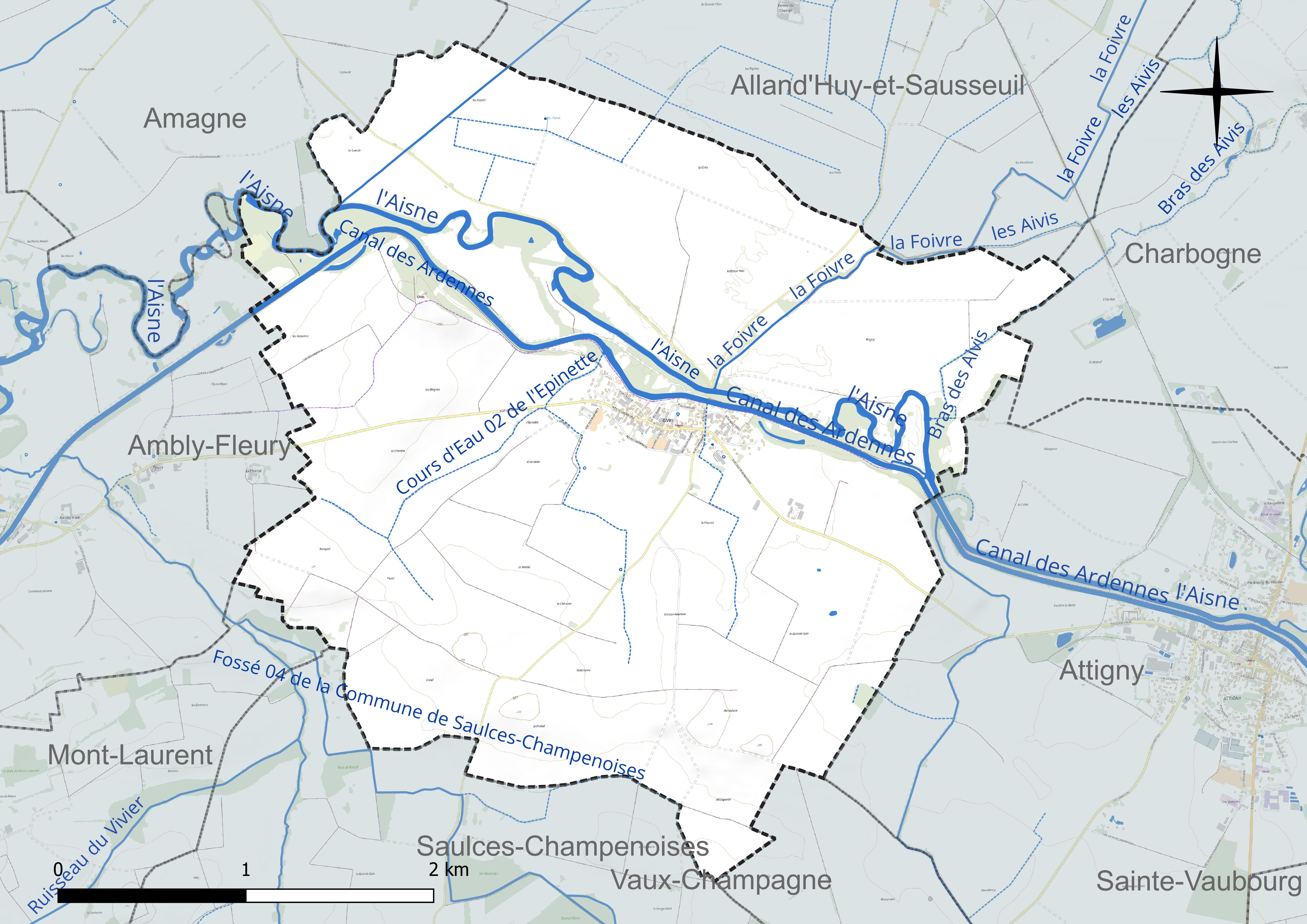
Réseau hydrographique de Givry.

### Climat
Pour des articles plus généraux, voir Climat du Grand Est et Climat des Ardennes.
En 2010, le climat de la commune est de type climat océanique dégradé des plaines du Centre et du Nord, selon une étude du Centre national de la recherche scientifique s'appuyant sur une série de données couvrant la période 1971-2000. En 2020, Météo-France publie une typologie des climats de la France métropolitaine dans laquelle la commune est exposée à un climat océanique altéré et est dans la région climatique Nord-est du bassin Parisien, caractérisée par un ensoleillement médiocre, une pluviométrie moyenne régulièrement répartie au cours de l’année et un hiver froid (3 °C).
Pour la période 1971-2000, la température annuelle moyenne est de 10,3 °C, avec une amplitude thermique annuelle de 15,5 °C. Le cumul annuel moyen de précipitations est de 724 mm, avec 11,8 jours de précipitations en janvier et 8,7 jours en juillet. Pour la période 1991-2020, la température moyenne annuelle observée sur la station météorologique de Météo-France la plus proche, « Saulces-Champenoises », sur la commune de Saulces-Champenoises à 5 km à vol d'oiseau, est de 11,0 °C et le cumul annuel moyen de précipitations est de 691,6 mm. 
La température maximale relevée sur cette station est de 41,1 °C, atteinte le 25 juillet 2019 ; la température minimale est de −13,9 °C, atteinte le 7 février 2012,,.
Les paramètres climatiques de la commune ont été estimés pour le milieu du siècle (2041-2070) selon différents scénarios d'émission de gaz à effet de serre à partir des nouvelles projections climatiques de référence DRIAS-2020. Ils sont consultables sur un site dédié publié par Météo-France en novembre 2022.

## Urbanisme

### Typologie
Au 1er janvier 2024, Givry est catégorisée commune rurale à habitat dispersé, selon la nouvelle grille communale de densité à 7 niveaux définie par l'Insee en 2022.
Elle est située hors unité urbaine et hors attraction des villes,.

### Occupation des sols
L'occupation des sols de la commune, telle qu'elle ressort de la base de données européenne d’occupation biophysique des sols Corine Land Cover (CLC), est marquée par l'importance des territoires agricoles (97,8 % en 2018), une proportion identique à celle de 1990 (97,8 %). La répartition détaillée en 2018 est la suivante : terres arables (78,5 %), prairies (16,6 %), zones agricoles hétérogènes (2,7 %), zones urbanisées (2,2 %). L'évolution de l'occupation des sols de la commune et de ses infrastructures peut être observée sur les différentes représentations cartographiques du territoire : la carte de Cassini (XVIIIe siècle), la carte d'état-major (1820-1866) et les cartes ou photos aériennes de l'IGN pour la période actuelle (1950 à aujourd'hui).

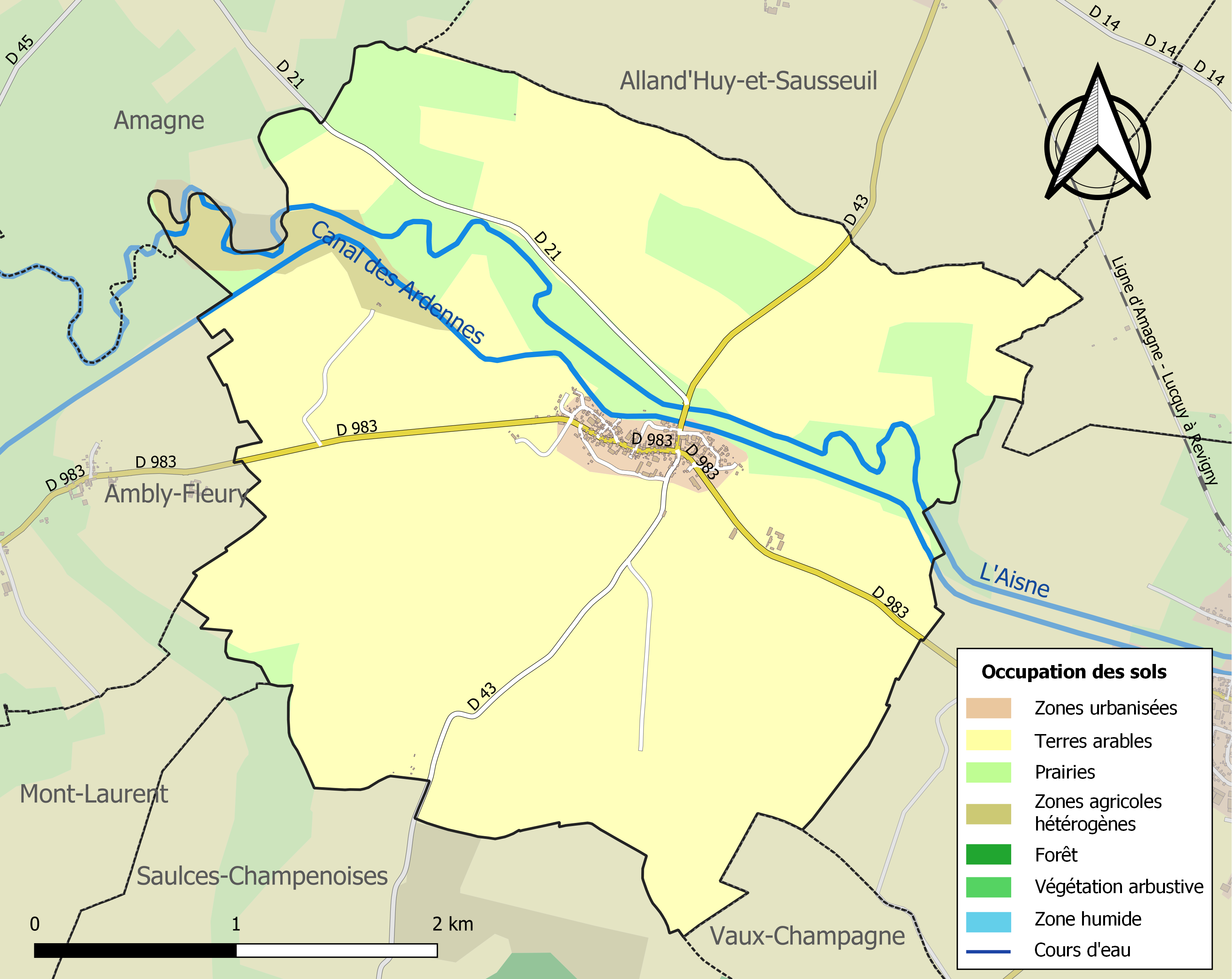
Carte des infrastructures et de l'occupation des sols de la commune en 2018 (CLC).

## Toponymie
Le nom de Givry vient du toponyme de langue gauloise Gabriacum qui désigne un bois peuplé de chevreuils.

## Politique et administration
| Période                                  | Période                   | Identité                            | Étiquette | Qualité                                                  |
| ---------------------------------------- | ------------------------- | ----------------------------------- | --------- | -------------------------------------------------------- |
| janvier 1857                             | mai 1871                  | Gérard Marie Doyen                  |           |                                                          |
| mai 1871                                 | mai 1884                  | Louis Beaudier                      |           |                                                          |
| mai 1884                                 | mai 1888                  | Ponce Soibinet                      |           |                                                          |
| mai 1888                                 | décembre 1890             | Joachim Jean Baptiste Édouard Loret |           |                                                          |
| mars 2001                                | mars 2008                 | Daniel Guérin                       |           |                                                          |
| mars 2008                                | En cours (au 23 mai 2020) | Xavier Fontaine,                    |           | Agriculteur. Réélu pour le mandat 2014-2020 et 2020-2026 |
| Les données manquantes sont à compléter. |                           |                                     |           |                                                          |

## Démographie
L'évolution du nombre d'habitants est connue à travers les recensements de la population effectués dans la commune depuis 1793. Pour les communes de moins de 10 000 habitants, une enquête de recensement portant sur toute la population est réalisée tous les cinq ans, les populations de référence des années intermédiaires étant quant à elles estimées par interpolation ou extrapolation. Pour la commune, le premier recensement exhaustif entrant dans le cadre du nouveau dispositif a été réalisé en 2007.

En 2022, la commune comptait 266 habitants, en évolution de −2,21 % par rapport à 2016 (Ardennes : −2,97 %, France hors Mayotte : +2,11 %).
| 1793 | 1800 | 1806 | 1821 | 1831 | 1836 | 1841 | 1846 | 1851 |
| ---- | ---- | ---- | ---- | ---- | ---- | ---- | ---- | ---- |
| 614  | 628  | 637  | 610  | 627  | 665  | 668  | 681  | 654  |

| 1866 | 1872 | 1876 | 1881 | 1886 | 1891 | 1896 | 1901 | 1906 |
| ---- | ---- | ---- | ---- | ---- | ---- | ---- | ---- | ---- |
| 553  | 535  | 506  | 491  | 515  | 487  | 495  | 462  | 475  |

| 1911 | 1921 | 1926 | 1931 | 1936 | 1946 | 1954 | 1962 | 1968 |
| ---- | ---- | ---- | ---- | ---- | ---- | ---- | ---- | ---- |
| 474  | 293  | 302  | 286  | 299  | 256  | 312  | 306  | 245  |

| 1975 | 1982 | 1990 | 1999 | 2006 | 2007 | 2012 | 2017 | 2022 |
| ---- | ---- | ---- | ---- | ---- | ---- | ---- | ---- | ---- |
| 201  | 199  | 215  | 218  | 233  | 235  | 261  | 272  | 266  |

## Lieux et monuments
- Canal des Ardennes
- Église Saint-Martin : reconstruite en 1925, à nouveau détruite en mai-juin 1940, totalement rebâtie en 1952-1953 dans un style néo-roman par l'architecte en chef des monuments historique Yves-Marie Froidevaux (1907-1983) ; des vitraux en dalles de verre sont dus à Jean Barillet (1912-1997), fils de Louis Barillet (1880-1948) qui avait renouvelé l'art du vitrail dans l'entre-deux-guerres, participant à l'Union des artistes modernes créée par Mallet-Stevens en 1929 ; la statuaire : une Vierge à l'enfant est l'oeuvre de Madeleine Flandrin (épouse de Froidevaux et sœurs de la peintre Marthe) ; les autres sont de la main du curé néerlandais de la paroisse depuis 1945, Arnold Kandelaars (1916-2000) : Notre-Dame, saint Antoine, Jeanne d'Arc, saint Joseph, saint Éloi, le Bon Pasteur ; le Bordelais Lucien Jeay (1911-1997) a peint en 1953 les stations du chemin de croix ; Marthe Flandrin (1904-1987), petite-nièce d'Hippolyte (élève d'Ingres) a réalisé en 1953 une fresque monumentale couvrant tout le chœur  et illustrant le Credo.
- Chapelle Saint-Antoine de Montmarin de Givry.

## Personnalités liées à la commune
- Hubert le Jardinier (Hubert Fontaine).

## Héraldique
| Blason de Givry | Blason  | De gueules à l'oie d'argent soutenue d'une burelle ondée du même, au chef cousu d'azur chargé d'une fleur de lis d'or accostée de deux croissants du même. |
| Blason de Givry | Détails | Le statut officiel du blason reste à déterminer. |